# Costus villosissimus
Costus villosissimus är en enhjärtbladig växtart som beskrevs av Nikolaus Joseph von Jacquin. Costus villosissimus ingår i släktet Costus och familjen Costaceae. Inga underarter finns listade.